# القط الأوكراني ليفكوي

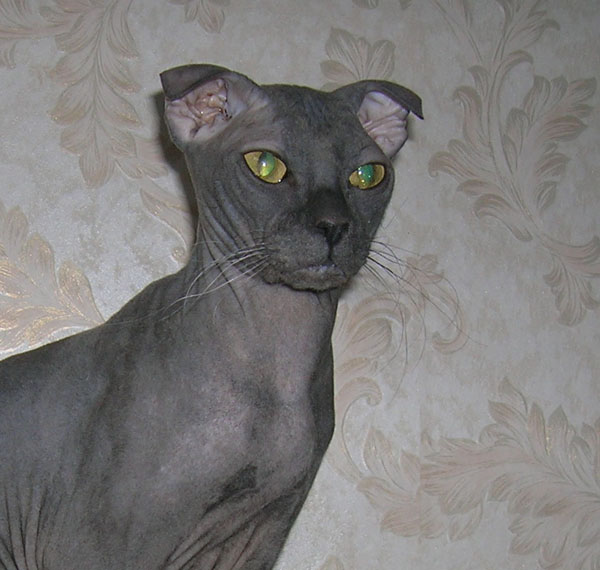

قط الأوكراني ليفكوي (بالإنجليزية: Ukrainian Levkoy)‏ (بالأوكرانية: Український левкой)، هو إحدى سلالات القطط ذات مظهر مميز حيث الأذن مطوية نحو الداخل، والمعطف ذو شعر قصير أو بدون شعر .